# Barbara Schöneberger
Barbara Schöneberger (n. 5 martie 1974, München) este o moderatoare TV, actriță și cântăreață germană.
| - 1998: Bube, Dame, Hörig, Sat.1 - 1999: Kanal fatal, Bayerisches Fernsehen TV - 1999: Voll Witzig, Sat.1 - 1999–2003: Weck Up, Sat.1 - 1999: TieBreak, DSF - 2000/2001: Sat.1-Silvester-Gala, Sat.1 - 2001: Girlscamp, Sat.1 - 2001–2005: Blondes Gift (2001–2002 sunTV, 2002–2003 WDR Fernsehen, 2004–2005 ProSieben) - 2002: ran WM-Fieber, Sat.1 - 2002: Bambi-premiu, Das Erste - 2003: Die Schöneberger-Show, ZDF - 2003: Comedy Champ, ZDF - 2003: Comedy für UNICEF, ZDF - 2004/2005: Mania, RTL - 2005–2007: Life Ball - 2005–2007: Frei Schnauze, RTL - 2005: Big City Fever, ProSieben - 2005: Soundtrack of my Life, ProSieben - 2005: Urmel aus dem Eis, Sat.1 - 2007: Notruf Hafenkante, ZDF, 2. Staffel, Folge 25: „Heirate mich“ - seit 2008: NDR Talk Show, NDR - 2008: Deutscher Filmpreis 2008 (moderare), RBB - 2009: Echo (Musikpreis) (moderare), ARD - 2009: Adolf-Grimme-Preis (moderare) , 3Sat - 2009: Deutscher Filmpreis 2009 (moderare), ZDF | - Carmare – fim scurt (1999) … Jeanne - Komiker – fim cinema (1999) … Gitta - Das Amt – Serie (2001) … Jennifer - Balko – Serie (2001) … Polizistin Krämer - Crazy Race – fim TV (2002) … Tinas Mutter - Die Unglaublichen – The Incredibles – fim cinema (2004) … Mirage (sincronizare) - Urmel aus dem Eis – teatru (2005) … Wutz - Der Räuber Hotzenplotz – fim cinema (2006) … Fee Amaryllis - Lucas, der Ameisenschreck – fim cinema (2006) … Hova (sincronizare) - Herr Bello – fim cinema (2007) … Frau Colliehündin Yvette - Keinohrhasen – fim cinema (2007) … als sie selbst - Niko – Ein Rentier hebt ab - fim cinema (2009) … Wilma (sincronizare) |